# 23777 Ґурса
23777 Ґурса (23777 Goursat) — астероїд головного поясу, відкритий 23 серпня 1998 року.
Тіссеранів параметр щодо Юпітера — 3,239.